# Chicago Botanic Garden

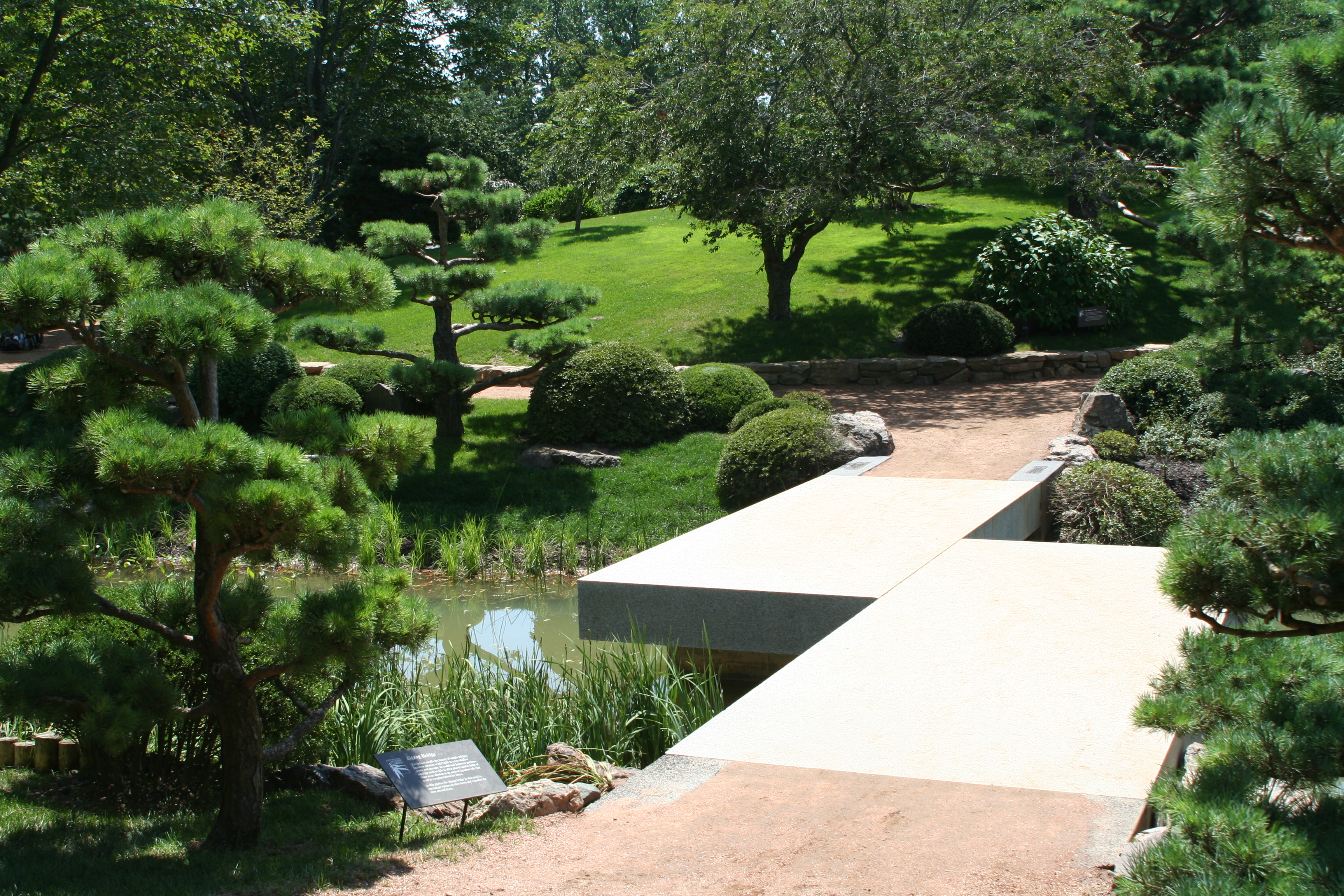
Zigzagbrug in de Japanse tuin

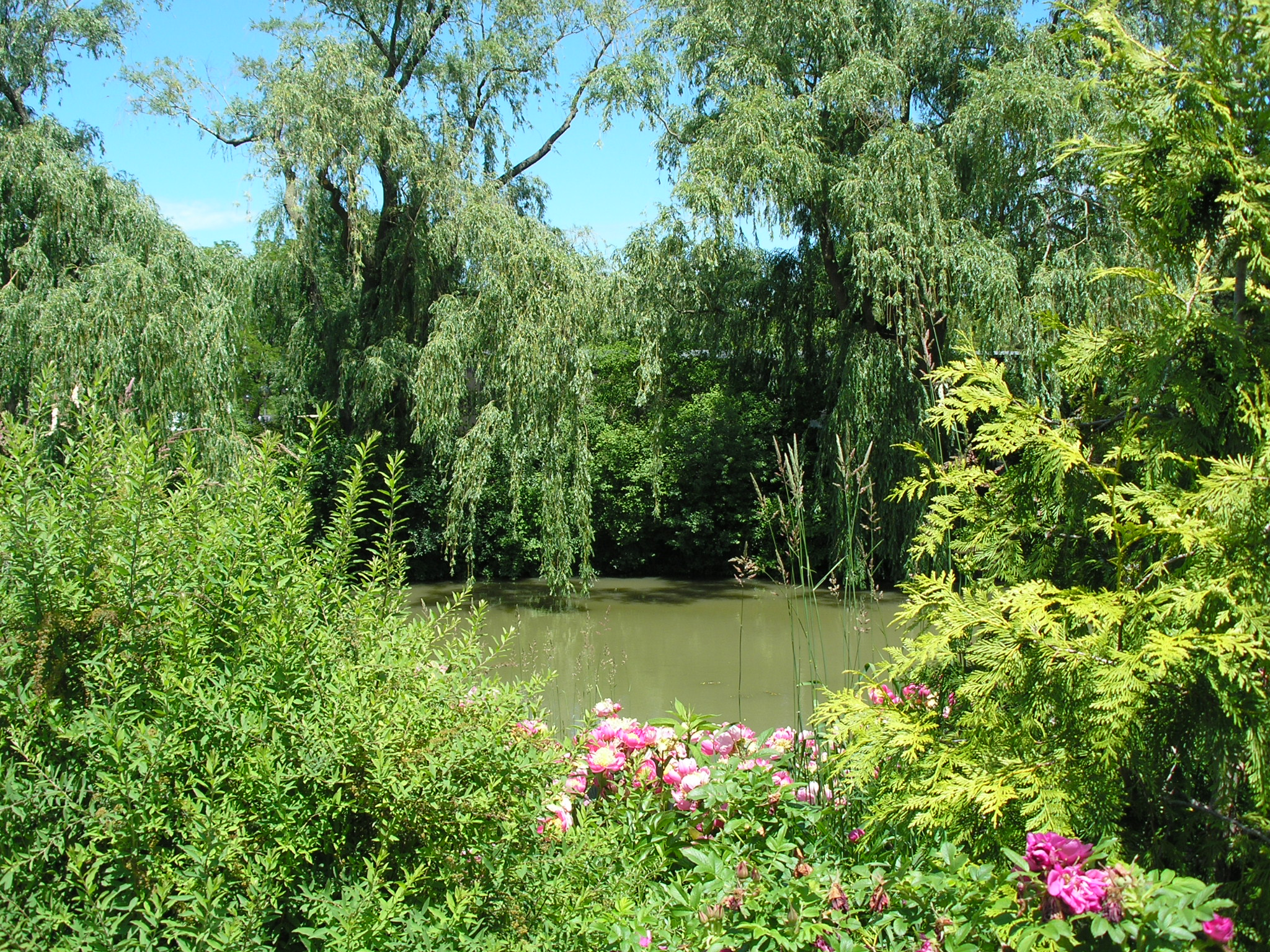
Meer in de botanische tuin

De Chicago Botanic Garden is een botanische tuin in Glencoe (Illinois). De botanische tuin is eigendom van de Forest Preserve District of Cook County en wordt beheerd door de Chicago Horticultural Society. De oppervlakte bedraagt meer dan 156 ha, waaronder 80 ha natuurlijke habitatten. De tuin opende zijn deuren in 1972, nadat de aanleg in 1965 was begonnen. De toegang is gratis en de tuin is elke dag geopend behalve met kerstmis.
De Chicago Botanic Garden heeft 24 thematuinen en natuurlijke ecosystemen die zich bevinden op negen eilanden in een stelsel van meren. Het natuurlijke gedeelte bestaat onder meer uit bos, prairie en aquatische ecosystemen. De tuin heeft een herbarium met meer dan 10.000 specimens. De National Tallgrass Prairie Seedbank is een zaadbank die zaden van meer dan 200 accessies bevat. Daarnaast zijn er faciliteiten voor weefselkweek.
De plantencollectie bestaat uit meer dan 9200 gedocumenteerde taxa. Er zijn speciale collecties van Ginkgo biloba, eik, Spiraea, Aster, Scirpus, Amelanchier en narcis. Daarnaast zijn er secundaire collecties van planten die zijn aangepast aan de omstandigheden in het Midwesten als Actinidia, Thuja, kornoelje, rozen, wilg, Geranium, Allium, Iris, Solidago, Miscanthus en Carex.
De Chicago Botanic Garden richt zich op de bescherming van bedreigde planten. De tuin is aangesloten bij Seeds of Success, een consortium van Amerikaanse organisaties die bijdragen aan het Millennium Seed Bank Project. Met het project Plants of Concern richt de tuin zich op het verzamelen van populatiegegevens van zeldzame planten uit de regio. Samen met het Morton Arboretum vormt de Chicago Botanic Garden sinds 1997 het Chicago Center for Endangered Plants, een samenwerkingsverband om onderzoek te kunnen doen naar plantenbescherming in het Middenwesten van de Verenigde Staten.
Onderzoekers bij de Chicago Botanic Garden houden zich onder meer bezig met onderzoek op het gebied van plantenvermeerdering, natuurbescherming, genetische analyse van de populaties van bedreigde planten, gegevensbeheer en informatietechnologie, ecologie, etnobotanie, floristiek, bestrijding van invasieve soorten, horticultuur, moleculaire genetica, bestuiving, zaden en sporen, herstel van oorspronkelijke habitatten en systematiek en taxonomie.
De Chicago Botanic Garden is sinds 1996 aangesloten bij Center for Plant Conservation, een netwerk van botanische instituten dat zich bezighoudt met de bescherming van de inheemse flora van de Verenigde Staten. De tuin huisvest het Amerikaanse kantoor van Botanic Gardens Conservation International, een non-profitorganisatie die botanische tuinen samen wil brengen in een wereldwijd samenwerkend netwerk om te komen tot het behoud van de biodiversiteit van planten. Ook is de tuin aangesloten bij de Plant Conservation Alliance (PCA), een samenwerkingsverband dat zich richt op de bescherming van planten die van nature voorkomen in de Verenigde Staten. Tevens is de tuin lid van de American Public Gardens Association, een organisatie van publiek toegankelijke tuinen in de Verenigde Staten. Daarnaast is de botanische tuin aangesloten bij de American Institute of Biological Sciences (AIBS), een wetenschappelijke associatie die zich richt op het bevorderen van biologisch onderzoek en onderwijs in de Verenigde Staten. Ook is de tuin aangesloten bij de Council on Botanical and Horticultural Libraries, een internationale organisatie van individuen, organisaties en instituten die zich bezighouden met de ontwikkeling, het onderhouden en het gebruik van bibliotheken met botanische literatuur en literatuur over tuinen. De tuin is lid van de Natural Science Collections Alliance, een Amerikaanse non-profit-associatie die zich richt op de ondersteuning van natuurwetenschappelijke collecties, hun menselijke middelen, de instituten die de collecties huisvesten en hun onderzoeksactiviteiten. Andere organisaties waarbij de botanische tuin is aangesloten zijn de American Association of Museums, de Association of Science-Technology Centers en Chicago Wilderness.